# Zemské muzeum (Sarajevo)

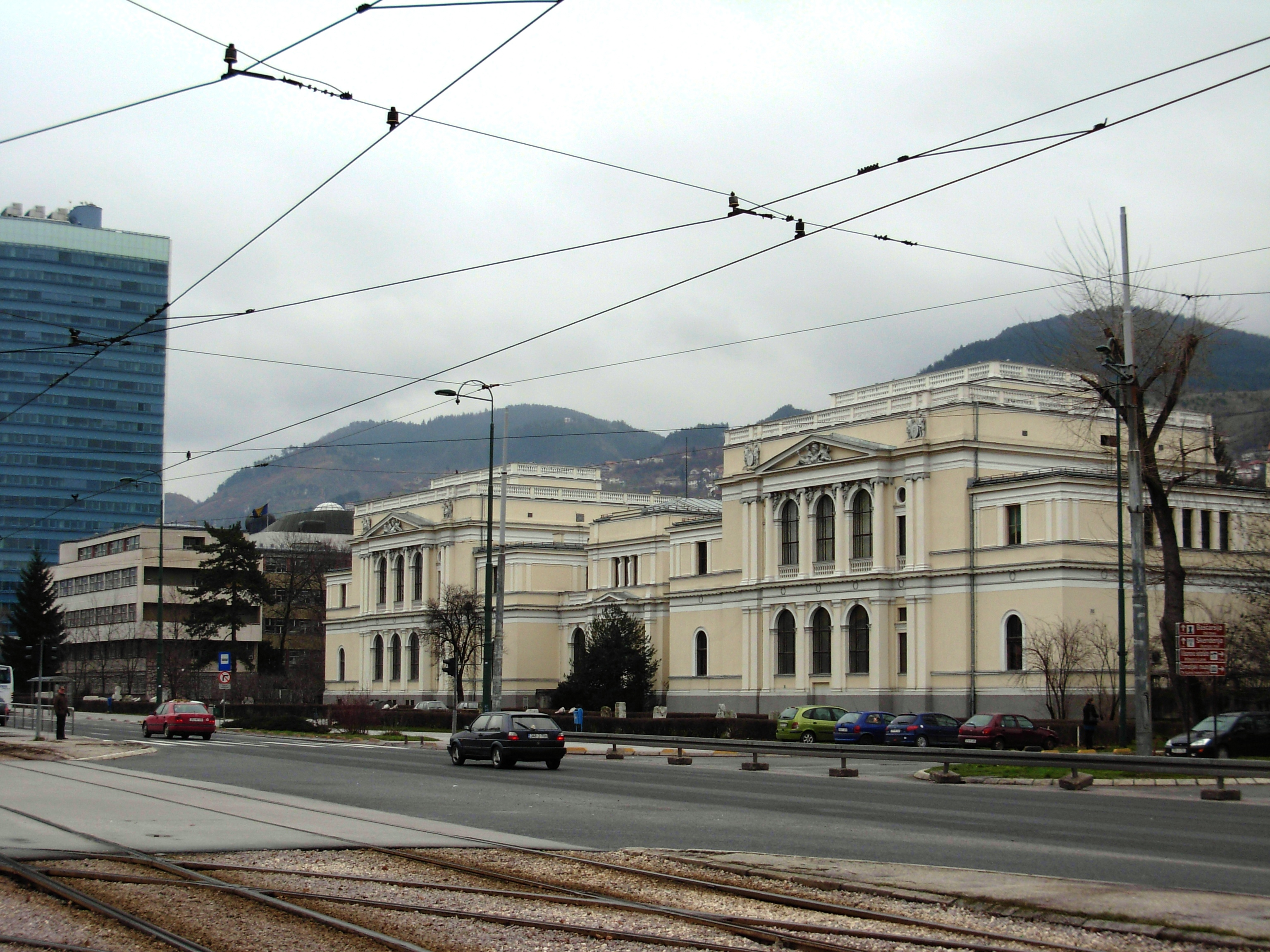
Zemské muzeum Bosny a Hercegoviny

Zemské muzeum Bosny a Hercegoviny (srbochorvatsky/bosensky Zemaljski muzej Bosne i Hercegovine) je nejstarší a největší muzeum v Bosně a Hercegovině, které od roku 1888 sídlí v Sarajevu. Spolu s Historickým muzeem Bosny a Hercegoviny disponuje sbírkou okolo čtyř milionů předmětů.

## Dějiny
Zemské muzeum vzniklo roku 1888. O jeho ustanovení rozhodla zemská vláda dne 1. února uvedeného roku. Vláda rozhodla na základě apelu řady tehdejších osobností, které se domnívaly, že by instituce tohoto charakteru byla pro Bosnu a Hercegovinu potřebná.
Zprvu sídlilo v centra Sarajeva, nato Zemská vláda v Bosně a Hercegovině rozhodla o stavbě nové účelové budovy mimo historické jádro města. Mezi lety 1908 a 1913 pak probíhala stavba reprezentativní muzeální budovy podle projektu českého architekta Karla Paříka.
Roku 2004 (několik měsíců) a znovu mezi lety 2012 a 2015 bylo muzeum uzavřeno pro veřejnost kvůli přetrvávajícím finančním problémům. Instituci od jejího znovuotevření finančně podporuje Velvyslanectví Spojených států amerických v Sarajevu.

## Organizační struktura
- Oddělení archeologie (Odjeljenje za arheologiju)
  - Sbírka pravěku (Odsjek za prahistoriju)
  - Sbírka antiky (Odsjek za antiku)
  - Odbor středověku (Odsjek za srednji vijek)
  - Konzervátorská dílna (Konzervatorska radionica)
  - Odbor dokumentace (Odsjek za dokumentaciju)
- Oddělení etnologie (Odjeljenje za etnologiju)
  - Sbírka hmotné kultury (Odsjek za materijalnu kulturu)
  - Sbírka duchovní kultury (Odsjek za duhovnu kulturu)
  - Konzervátorská dílna (Konzervatorska radionica)
  - Odbor dokumentace (Odsjek za dokumentaciju)

- Oddělení přírodních věd (Odjeljenje za prirodne nauke)
  - Sbírka botaniky (Odsjek za botaniku)
  - Sbírka geologie (Odsjek za geologiju)
  - Sbírka zoologie (Odsjek za zoologiju)
- Knihovna (Biblioteka)

## Věstník
Instituce od roku 1889 (často s ročním zpožděním) v Sarajevu vydává odborné periodikum, věstník, který pod různými názvy vycházel do roku 1991. V současné době se objevují snahy časopis oživit.
- Glasnik Zemaljskog muzeja u Bosni i Hercegovini, pro roky 1889–1937
- Glasnik Zemaljskog muzeja Kraljevine Jugoslavije, pro roky 1938–1939
- Glasnik Zemaljskog muzeja Nezavisne države Hrvatske u Bosni i Hercegovini, pro rok 1940
- Glasnik Hrvatskih zemaljskih muzeja u Sarajevu, pro roky 1941–1942
- Glasnik Državnog muzeja u Sarajevu, 1946
- Glasnik Zemaljskog muzeja u Sarajevu, 1947–1953
- Glasnik Zemaljskog muzeja Bosne i Hercegovine u Sarajevu. Arheologija, 1954–1991
- Glasnik Zemaljskog muzeja Bosne i Hercegovine u Sarajevu. Etnologija, 1954–1991
- Glasnik Zemaljskog muzeja Bosne i Hercegovine u Sarajevu. Istorija i etnografija, 1954–1991
- Glasnik Zemaljskog muzeja Bosne i Hercegovine u Sarajevu. Prirodne nauke, 1963–1991
- Glasnik Zemaljskog muzeja Bosne i Hercegovine u Sarajevu. Arheologija (1996, 2005, 2008, 2010, 2012, 2017)

## Ředitelé
- 1888–1905 Konstantin Hörmann (1850–1921)
- 1905–1922 Ćiro Truhelka (1865–1942)

- 1922–1926 Šćepan Grđić (1873–1944)
- 1926–1936 Vladislav Skarić (1869–1943)
- 1937–1941 Mihovil Mandić (1871–1948)

- 1941–1943 Jozo Petrović (–)
- 1943–1945 Vejsil Ćurčić (1868–1959)
- 1945–1945 Dimitrije Sergejevski (1886–1965)
- 1945–1947 Vojin Gligić (–)
- 1947–1950 Špiro Kulišić (1908–1989)
- 1950–1957 Marko Vego (1907–1985)
- 1957–1967 Alojz Benac (1914–1992)
- 1967–1973 Borivoj Čović (1927–1995)
- 1973–1980 Željka Bjelčić (1915–2011)
- 1980–1992 Almaz Dautbegović (–)
- 1992–1993 Rizo Sijarić (1937–1993)
- 1993–1995 Enver Imamović (* 1940)
- 1995–2003 Đenana Buturović (1934–2012)
- 2008–2015 Adnan Busuladžić (*)
- od 2015 Mirsad Sijarić (* 1970)